# Ацетонітрил
Ацето́нітри́л (або мети́лціані́д) — хімічна сполука з формулою CH3CN. При кімнатній температурі це безбарвна, летка зі слабким ефірним запахом рідина. Ацетонітрил — найпростіший з органічних нітрилів.
Ацетонітрил вперше приготований в 1847 році французьким хіміком Жаном-Батистом Дюма.
Головним чином використовується як розчинник, має як лабораторне застосування (хроматографія), так і для екстракції бутадієну й очищення толуолу з дистиляту нафтової фракції, формуючи азеотропи. Крім того, він є реагентом у виробництві деяких продуктів тонкого органічного синтезу.

## Поширення у природі
За допомогою Атакамського Великого міліметрового / субміліметрового масиву телескопів (ALMA) велика кількість метилціаніду виявлена у протопланетному диску навколо молодої зірки MWC 480. Там існує стільки метилціаніду, що можна заповнити всі океани Землі. І ця молекула, і її найпростіший двоюрідний брат — ціанистий водень (HCN) — були знайдені в холодних зовнішніх межах диску навколо молодої зірки, який астрономи вважають аналогічним поясу Койпера — ділянці крижаних планетозималей і комет, яка в нашій Сонячній системі розташована за орбітою Нептуна.

## Отримання
У промисловості ацетонітрил отримують шляхом обробки аміаком оцтової кислоти при 300—450°С у присутності оксиду алюмінію або діоксиду кремнію як каталізатора. Вихід процесу складає зазвичай від 90 % до 95 %. Отримується в основному як побічний продукт виробництва акрилонітрилу.

## Біологічні властивості
Ацетонітрил є токсичним при вдиханні, потраплянні всередину або при контакті зі шкірою. Вплив великих кількостей парів речовини може призвести до смерті від дихальної недостатності.